# Thập niên 830 TCN
Thập niên 830 TCN hay thập kỷ 830 TCN chỉ đến những năm từ 830 TCN đến 839 TCN.

## Sự kiện
836 TCN - Shalmaneser III của Assyria dẫn đầu một cuộc thám hiểm chống lại Tabareni . 
836 TCN - Nội chiến nổ ra ở Ai Cập .

## Sinh
Adad-nirari III , vua của Assyria , được sinh ra (ngày gần đúng).
Shoshenq IV , pharaoh của Ai Cập được sinh ra (ngày gần đúng).

## Mất
838 TCN: Sở Hùng Dũng ( vua thứ 13 của Sở) , Sái Vũ hầu .
837 TCN : Osorkon II .
836 TCN: Tào Di bá .
835 TCN: Athaliah ( vị vua thứ bảy của Vương quốc Judah ) .
832 TCN: Trần U công .
831 TCN: Tống Ly công (vua thứ tám của nước Tống) .
830 TCN: Kỷ Vũ công.